# Andrija Pejović
Andrija Pejović, črnogorski general, * 11. julij 1911, † 10. april 1997.

## Življenjepis
Leta 1941 je vstopil v NOVJ in KPJ. Med vojno je bil poveljnik več enot, pomočnik načelnika Obveščevalnega centra VŠ NOP in POJ, zvezni častnik z bolgarsko 1. armado,...
Po vojni je bil šef jugoslovanske delegacije za odkrivanje vojnih zločinov pri ameriških oboroženih silah v Zahodni Nemčiji, državni podsekretar v Državnem sekretariatu za notranje zadeve SFRJ, zvezni javni pravobranilec,...